# Mika Niskanen
Mika Niskanen, född 24 juli 1973 i Helsingfors i Finland, är en finsk ishockeyspelare som för närvarande är kontraktslös. Han är en defensiv men skridskoskicklig spelare som anses vara en duktig och rutinerad back med ett bra slagskott.

## Spelarkarriär
Niskanen började sin ishockeykarriär 1990 med Vantaa HT i finska juniorligan. Året efter gick han över till Jokerit där han spelade i två säsonger för att sedan byta till Haukat-KJT i division 1. Säsongen 1997/1998 spelade Niskanen med Kalevan Pallo då han gjorde sin debut i FM-ligan. Han spelade 46 matcher och gjorde 6 poäng (3 mål och 3 målgivande passningar) under sin rookie-säsong i den högsta finska ligan.
Niskanen har även spelat för Pelicans där han agerade lagkapten men 2002 skrev han kontrakt med den svenska klubben HV71. Han spelade totalt fyra säsonger för klubben och säsongen 2003/2004 vann han SM-guld med HV71 och spelade alla 69 matcher. Säsongen 2006/2007 spelade han 29 matcher med Helsingfors IFK i finska ligan och 13 matcher med Timrå IK i Elitseren. Inför säsongen 2007/2008 skrev han kontrakt med HV71 - kontraktet sträckte sig fram till 12 november 2007. Säsongen 2007/2008 spelade han 17 matcher med HV71, 9 matcher med Ilves i Finland och 7 matcher med Örebro HK i svenska division 1.

## Klubbar
- Örebro HK 2007/2008
- Ilves 2007/2008
- HV71 2007/2008
- Timrå IK 2006/2007
- HIFK 2006/2007
- HV71 2004/2005 - 2005/2006
- Blues Esbo 2004/2005
- HV71 2002/2003 - 2003/2004
- Pelicans 1998/1999 - 2001/2002
- KalPa 1997/1998
- KJT 1994/1995 - 1996/1997